# Leptocaris vermiculatus
Leptocaris vermiculatus är en kräftdjursart som först beskrevs av Oliveira 1957.  Leptocaris vermiculatus ingår i släktet Leptocaris och familjen Darcythompsoniidae. Inga underarter finns listade i Catalogue of Life.